# Pollare
Pollare – dzielnica (deelgemeente) miasta Ninove w Belgii, w Regionie Flamandzkim, w prowincji Flandria Wschodnia, w okręgu Aalst. 1 stycznia 2020 roku liczyła 1372 mieszkańców. Do 31 grudnia 1976 samodzielna gmina.  

## Demografia
Liczba mieszkańców, stan na 1 stycznia:
| Rok                | 1900 | 1930 | 1961 | 1970 | 2020 |
| ------------------ | ---- | ---- | ---- | ---- | ---- |
| Liczba mieszkańców | 827  | 856  | 943  | 977  | 1372 |